# Oryzias latipes
El pez arroz japonés o medaka común (Oryzias latipes) es un pez de agua dulce de la familia adrianictíidos, distribuida por ríos y lagos de las cuencas fluviales de Japón, Corea, China y Vietnam, donde no parece que su población esté amenazada.

## Acuariología
Su pesca no tiene interés como alimento pero su uso en acuariología está extendido y es una especie muy comercial. Para criarlos en piscifactoría o acuario, el agua de mar diluida es bastante mejor que el agua dulce, por lo que se recomienda el uso de una solución salina equilibrada si el agua del grifo demuestra ser inadecuada.
No se reproducen todos los años, siendo muy fácil reproducirlos en el acuario.
Una variedad ornamental fluorescente (pez genéticamente modificado) se ha obtenido como producto de la proteína fluorescente extraída de las medusas insertada en ADN embrionario de peces, que ya se comercializan en tiendas de acuarios.

## Anatomía
Cuerpo alargado de tamaño muy pequeño, con una longitud máxima descrita de 3,2 cm. Tiene de 6 a 7 radios blandos en la aleta dorsal y 15 a 21 en la aleta anal.

## Hábitat y biología
Habitan las aguas dulces bentopelágicas subtropicales, donde son anfídromos.
Los adultos viven en los estanques, pantanos, arrozales y pequeños arroyos de llanuras. Prefieren las aguas estancadas o de movimiento lento, principalmente aguas de las tierras bajas y aguas salobres, y también se sabe que habitan las lagunas de marea de las costas de ciertas regiones de Japón y Corea, por lo que se sabe que pueden soportar una amplia gama de salinidad.
Por su alimentación son omnívoros.